# Homem-Molecular
Homem-Molecular (Molecule Man, no original), é a personagem fictício dos quadrinhos da Marvel Comics, originariamente um inimigo do Quarteto Fantástico. Criado por Stan Lee e Jack Kirby, sua primeira aventura foi na revista Fantastic Four vol. 1, #20 (novembro de 1963).  Seu nome verdadeiro é Owen Reece e teve participação fundamental na mega-saga Guerras Secretas (1986) e sua sequência Guerras Secretas II, por ter capacidade próxima/similar ao da Entidade Cósmica conhecida como Beyonder.
Ele se encontra com Jennifer Walters, mais conhecida como Mulher Hulk, e fala sobre a possível separação dele com sua esposa, a quem sempre venerou (Marsha, conhecida como a vilã Vulcana).
Em função da ligação com o Cubo Cósmico, por um breve período, o Homem-Molecular se fundiu ao Beyonder, dando origem ao ser conhecido como Kosmos.

## Biografia ficcional
Owen Reece era uma pequena, tímida e frágil criança do Brooklyn, Nova Iorque, com obsessão por sua mãe. Ele cresceu e se tornou um adulto retraído e solitário, piorando sua insegurança depois da morte da mãe. Empregado como técnico de laboratório na Acme Atomics Corporation, Reece estava descontente com as longas jornadas de trabalho e os baixos salários e em sua distração acabou por causar um acidente: ativou um gerador de partículas experimental e acabou bombardeado por uma radiação desconhecida. A radiação provocou-lhe mutações, liberando seu potencial poder psiônico em escala cósmica. Reece agora podia controlar toda a matéria até o nível molecular, e toda a energia. Seu rosto ficou marcado pelo acidente, com cicatrizes que se assemelharam a relâmpagos. Reece adotou o nome de Homem Molecular. 
A tremenda força liberada pelo acidente abriu um buraco de verme entre a Terra e a dimensão da entidade ultrapoderosa que mais tarde ficaria conhecida como o Beyonder. Depois disso, o Beyonder passaria a observar a Terra.
No dia seguinte ao acidente, o presidente da Acme Atomics despediu Reece pelo seu descuído. Furioso, o Homem-Molecular cobriu o presidente de gelo que ele produziu rearranjando as moléculas do ar. Reece tornou-se um criminoso e usava seus poderes para se vingar de um mundo que ele achava que o perseguia. A insegurança de Reece ainda o deixava vulnerável e ele inconscientemente limitava seus poderes. Ele acreditava afetar apenas as moléculas inorgânicas.
Uatu, o alienígena conhecido como "O Vigia", em suas observações da Terra percebeu a grande ameaça representada pelo Homem-Molecular. Uatu alertou o Quarteto Fantástico sobre esse novo vilão. Os super-heróis se valeram da inabilidade com as moléculas orgânicas para derrotar o Homem-Molecular e o Vigia o confinou em outra dimensão.
Acreditando que não conseguiria escapar, Reece criou um andróide para lhe fazer companhia. Enfermo, Reece passou a acreditar que o andróide era seu filho. Reece transferiu sua consciência e seus poderes para um cetro que seu filho carregava. Sem as limitações humanas, o andróide, conhecido como o Novo Homem-Molecular, fugiu da dimensão distante e veio para a Terra, trazendo o cetro com ele. Tentando vingar seu pai, o novo Homem-Molecular lutou contra o Homem-Coisa e o Coisa do Quarteto Fantástico, usando os poderes de Reece. Dependente do cetro para continuar a existir nessa dimensão, o Novo Homem-Molecular foi desintegrado quando o cetro foi arrancado de suas mãos.
A consciência e os poderes do Homem-Molecular original permaneceram no cetro e com o tempo ele conseguiria reconstituir o seu corpo. Ainda no cetro, ele possuiu mentalmente Cynthia McClellan e fez com que ela lutasse contra o Homem de Ferro. Depois ele dominou  Aaron Stankey e o Senhor Fantástico. O cetro passaria por uma infinidade de mãos até que a mente de Reece recriasse seu corpo mutante e transferisse a consciência e os poderes para ele. Ele ameaçou destruir o mundo, mas foi convencido pela Vingadora Tigresa (ou Tigra) a desistir e procurar ajuda psiquiátrica.
Reece então começou a mudar. Ele agora tinha objetivos simples: buscava o verdadeiro amor, amizade e um bom lar. Porém, Reece acabou teletransportado para o mundo do Beyonder, onde se tornou um dos membros do exército de super-vilões, formado para lutar nas chamadas Guerras Secretas. Impressionado com o líder carismático Doutor Destino, Reece concordou em ajudá-lo a enfrentar os antagonistas super-heróis. Durante o curso da guerra, Reece e a super-vilã Vulcana se apaixonaram. Reece se desentendeu com Destino quando esse derrotou o Beyonder; e ameaçou matá-lo. Destino então ajudou-o a remover seus bloqueios mentais e o Homem-Molecular assumiu a plenitude de seu poder. Esquecendo-se de Destino, Reece usou seus poderes e se teletransportou de volta para a Terra, levando consigo Vulcana e a maioria dos super-vilões. Na Terra, Reece e Vulcana foram morar juntos num subúrbio quieto de Denver. Reece então arrumou trabalho numa usina atômica.
Meses depois, o Beyonder, novamente com seu pleno poder, veio à Terra em forma humanóide em busca de satisfação emocional. Sem conseguir esse intento, o Beyonder decidiu obliterar o multiverso. Reece então reagiu e tentou salvar o universo, destruindo o Beyonder. O poder de Reece não era suficiente então ele se juntou aos maiores super-humanos da Terra para lutar contra o alienígena. O Beyonder causou uma grande explosão de energia para destruir seus inimigos. Isso fissurou a crosta do planeta, o que poderia destrui-lo. O Homem Molecular usou seus poderes para estabilizar a situação, mas seu esforço causou-lhe graves ferimentos internos.
O Beyonder construiu uma máquina que o transformaria num mortal ao mesmo tempo que armazenaria seus imensos poderes. O Homem-Molecular e seus companheiros encontraram a máquina e Reece decidiu matar o Beyonder enquanto ele estivesse vulnerável. A máquina foi destruída e o poder do Beyonder foi dispersado e sugado por um portal interdimensional que levou a que fosse criado um novo universo..
Homem Molecular ferido e o Surfista Prateado uniram seus poderes e repararam os dados causados a Terra pela luta contra com o Beyonder. Reece acreditava que seus poderes tinham se extinguido. Apenas Vulcana e o Surfista perceberam que ele estava enganado. Reece voltou a viver normalmente em Rosenberg, um subúrbio de Denver.
Num momento de instabilidade, Reece adulterou as esculturas do Monte Rushmore em honra de sua namorada. Felizmente, ele percebeu a tempo que não estava bem e trouxe Doc Samson para ajudá-lo.
Reece foi brevemente fundido com o Beyonder, quando surgiu a nova entidade chamada Kosmos. Mais tarde ele conseguiu se separar e voltou para a Terra. Ele foi derrotado por Garra Sônica e se separou de Vulcana. O Homem-Molecular depois ficaria sob o controle do Mestre dos Bonecos. Reece foi usado para combater Aron, o Vigia Renegado e foi derrotado. Não ficou claro se ele estava de posse plena de seus poderes.

### Invasão Secreta
Homem-Molecular estava na prisão quando os Skrulls atacaram.

## No Brasil
Estas são algumas das edições brasileiras onde o Homem-Molecular aparece, além de Guerras Secretas:
- Os Poderosos Vingadores #25 (2006);
- Liga da Justiça e Vingadores #4 (2004);
- A Teia do Aranha #62 (1994);
- Superaventuras Marvel #101 (1990).

## Adaptações

### Televisão
- Homem Molecular aparece no episódio do mesmo nome na série animada de 1967 do Quarteto Fantástico.
- Homem molecular aparece no episódio dos Avante Vingadores.
- Em um episódio da série Os Vingadores Unidos foi revelado que ele tem um filho de mãe desconhecida e que este tinha posse de sua varinha. Modok tenta obte-la mas falha. Ao final do episódio Nick Fury aceita treina-lo e continua com a varinha.